# Kazuma Ogawa

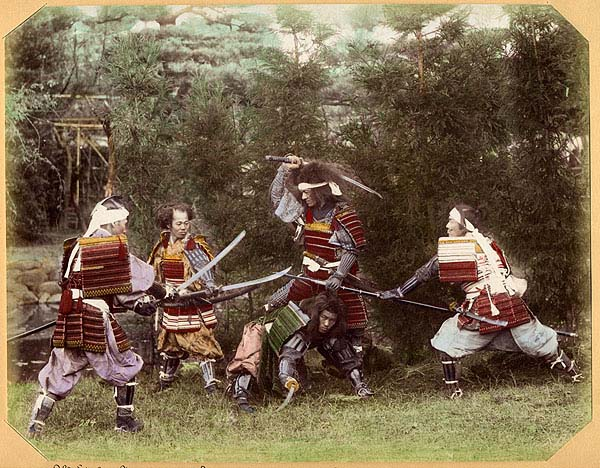
Escenificación de un combate samurái, c. 1880, copia a la albúmina coloreada.

Kazuma Ogawa, en idioma japonés 小川 一眞 Ogawa Kazumasa, ( 1860 - 1929 ) fue un fotógrafo, editor e impresor japonés pionero en la introducción de la fotografía en Japón durante la era Meiji.
Nació en Saitama en el seno de una familia del Clan Matsudaira. Con quince años de edad comenzó a estudiar fotografía e inglés y en 1880 se trasladó a Tokio a perfeccionarlo y un año después comenzó a trabajar como intérprete con la policía mientras continuaba con sus estudios de fotografía en Yokohama con Shimooka Renjō. En 1882 se trasladó a Boston donde perfeccionó sus estudios sobre fotografía y estudió fototipia en la Albert Type Company.
Regresó a Japón y abrió un estudio fotográfico en 1885 en el barrio de Iidabashi en Tokio, en 1907 fundó la fábrica de material sensible llamada Tsukiji Kampan Seizō Kaisha (築地乾板製造会社) y después la imprenta Ogawa Shashin Seihan jo (小川写真製版所) que empleaba la fototipia. 
Fue miembro fundador de la Sociedad Fotográfica Japonesa en la que colaboró en la difusión de la fotografía. Al inaugurarse en 1891 el Ryōunkaku que fue el primer rascacielos japonés realizó un reportaje sobre las cien geishas más bellas de Tokio que difundió en postales. Otros reportajes conocidos son los realizados sobre eclipses solares entre 1886 y 1888 y sobre los monumentos en China, así como el arte japonés y sus templos a finales del siglo XIX.